# Словарь Блёндаля
Исландско-датский словарь Сигфуса Блёндаля (исл. Íslensk-dönsk orðabók eftir Sigfús Blöndal) издан в двух томах в 1920–1924 годах типографией Prentsmiðjan Gutenberg в Рейкьявике. Этот словарь стал ключевым трудом в истории исландских словарей и одним из самых полных исландских словарей, когда-либо изданных. Все глоссарии в книге составлены на датском языке, что может показаться удивительным в наши дни, но в годы работы над ним (1903–1920) Исландия всё ещё входила в состав Дании. Финансирование работы и издания осуществлялось из датских фондов, а также правительствами Дании и Исландии.

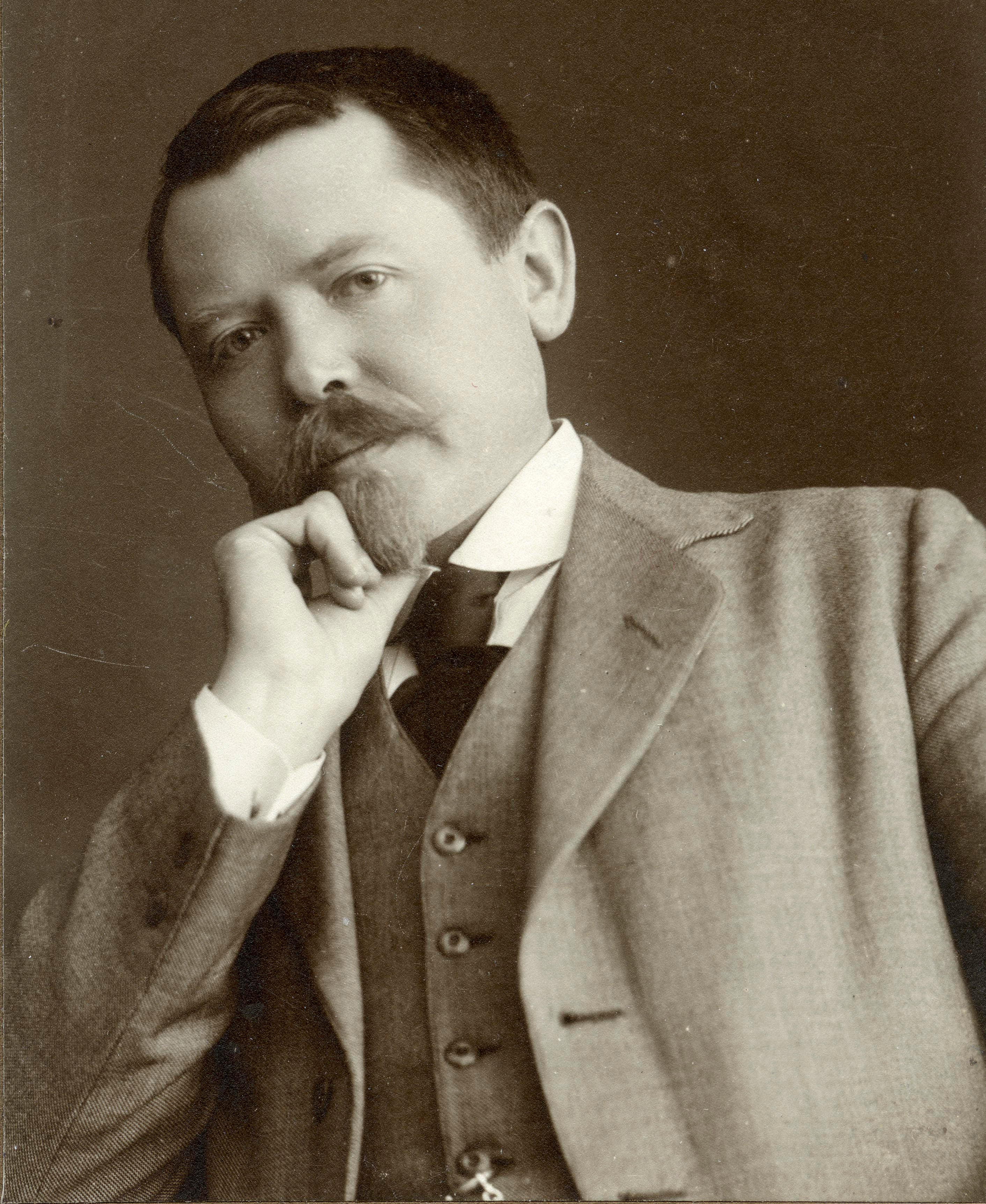
Сигфус Блёндаль (1874—1950)

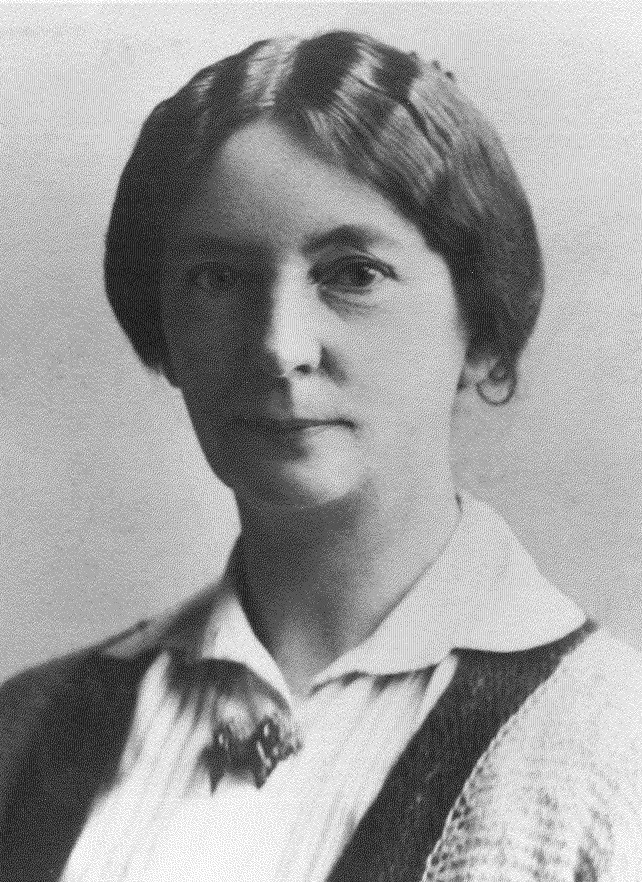
Бьёрг Тодлаукссон (1874—1934)

Библиотекарь Королевской библиотеки в Копенгагене Сигфус Блёндаль (1874—1950) и студентка Копенгагенского университета Бьёрг Тодлауксдоуттир (1874—1934) поженились в 1903 году и в том же году началась работа над словарём. Они непрерывно работали над словарем в течение следующих 17 лет. Во время работы они жили и работали в Копенгагене. Над словарём с 1917 по 1924 год, то есть в течение 7 лет работал Йоун Оувейссон (Jón Ófeigsson; 1881—1938), преподаватель датского и немецкого языков в государственной средней школе второй ступени в Рейкьявике. Он отвечал за фонетическую транскрипцию опорных слов и руководил корректурой и печатью книги. Хольгер Виэ (Holger Wiehe; 1874—1925), в 1914—1918 годах приглашённый преподаватель датского языка и литературы в Исландском университете вычитывал датский текст и вносил свой вклад в фонетику.
После 1006 страниц основного корпуса идёт 46 страниц дополнений и исправлений. Отдельным томом  в 1963 году изданы новые дополнения объёмом 200 страниц к словарю (исл. Íslensk-dönsk orðabók: Viðbætir, дат. Islandsk-dansk ordbog. Supplement) в Рейкьявике в издательстве Prentsmiðjan Leiftur под редакцией профессора Исландского университета Халльдоура Халльдоурссона (1911—2000) и Якоба Бенедиктссона (Jakob Benediktsson; 1907—1999). Над дополнением работали Аудни Бёдварссон (1924—1992) и Эрик Сённерхольм (Erik Sønderholm; 1928—1988).
В 2016 году было принято решение о создании онлайн-версии исландско-датского словаря. Словарь содержит более тысячи страниц, все из которых были отсканированы, проверены и снабжены возможностью поиска. Словарь был открыт в феврале 2021 года. Издателем электронной версии является Институт исландских исследований имени Аудни Магнуссона.